# A' Katīgoria 2009-2010
La A' Katīgoria 2009-2010 (in greco Πρωτάθλημα Α' Κατηγορίας) è stata la 71ª edizione del massimo campionato di calcio cipriota. Ebbe inizio il 29 agosto 2009 e si concluse l'8 maggio 2010, con l'affermazione finale dell'Omonia, il 20º titolo della sua storia.
Per ragioni di sponsor fu denominata Marfin Laiki Championship.

## Novità
Alki Larnaca, AEK Larnaca e Atromitos Geroskipou, retrocesse nella stagione precedente, furono rimpiazzate dalle prime tre della seconda divisione e quindi promosse Ermis Aradippou, Aris Limassol e Nea Salamis Famagosta.

## Formula
Le 14 squadre partecipanti disputano il campionato secondo il classico sistema di andata e ritorno, per un totale di 26 giornate. Alla fine di questa fase le ultime due squadre vengono automaticamente retrocesse. Dopodiché ha inizio una seconda fase che vede in gioco le altre 12 squadre, le quali vengono suddivise in tre raggruppamenti da 4 squadre ciascuno. Tali raggruppamenti raccolgono rispettivamente le squadre arrivate dal 1º al 4º posto, dal 5º all'8º posto e dal 9º al 12º posto. In questa seconda fase le squadre non partono da zero punti, infatti conservano tutti i risultati ottenuti nella prima fase, che si aggiungono ai punti ottenuti poi in questa seconda fase che prevede un totale di 6 partite per ciascuna squadra. Il primo raggruppamento stabilisce la vincitrice del titolo e le qualificazioni alle competizioni europee, il terzo raggruppamento condanna una terza squadra alla retrocessione, mentre il secondo raggruppamento serve solo alle statistiche.
La squadra campione di Cipro ha il diritto a partecipare alla UEFA Champions League 2010-2011, partendo dal secondo turno preliminare.
Le squadre classificate al secondo e terzo posto sono ammesse alla UEFA Europa League 2010-2011, partendo rispettivamente dal secondo e dal primo turno preliminare.
La squadra vincitrice della Coppa Nazionale è ammessa alla UEFA Europa League 2010-2011, partendo dal terzo turno preliminare.

## Squadre partecipanti
- AEL Limassol
- AEP Paphos
- Anorthōsis
- APEP Pitsilia
- APOEL
- Apollōn Limassol
- APOP Kinyras

- Arīs Limassol
- Doxa Katōkopias
- EN Paralimni
- Ermīs Aradippou
- Ethnikos Achnas
- Nea Salamis
- Omonia

## Classifiche 2009-2010

### Prima fase
|  |     | Classifica finale I fase 2009-2010 | Pt | G  | V  | N | P  | GF | GS | DR  |
|  | --- | ---------------------------------- | -- | -- | -- | - | -- | -- | -- | --- |
|  | 1.  | Omonia                             | 62 | 26 | 19 | 5 | 2  | 52 | 21 | +31 |
|  | 2.  | Anorthōsis                         | 58 | 26 | 18 | 4 | 4  | 45 | 20 | +25 |
|  | 3.  | Apollōn Limassol                   | 57 | 26 | 17 | 6 | 3  | 43 | 15 | +28 |
|  | 4.  | APOEL                              | 55 | 26 | 16 | 7 | 3  | 46 | 18 | +28 |
|  | 5.  | AEL Limassol                       | 45 | 26 | 14 | 3 | 9  | 32 | 22 | +10 |
|  | 6.  | APOP Kinyras                       | 34 | 26 | 10 | 4 | 12 | 40 | 44 | -4  |
|  | 7.  | Ethnikos Achnas                    | 31 | 26 | 8  | 7 | 11 | 23 | 31 | -8  |
|  | 8.  | EN Paralimni                       | 29 | 26 | 7  | 8 | 11 | 29 | 35 | -6  |
|  | 9.  | Ermīs Aradippou                    | 29 | 26 | 7  | 8 | 11 | 31 | 34 | -3  |
|  | 10. | Doxa Katōkopias                    | 26 | 26 | 6  | 8 | 12 | 25 | 37 | -12 |
|  | 11. | AEP Paphos                         | 26 | 26 | 6  | 8 | 12 | 27 | 40 | -13 |
|  | 12. | Arīs Limassol                      | 20 | 26 | 4  | 8 | 14 | 26 | 47 | -21 |
|  | 13. | Nea Salamis                        | 14 | 26 | 2  | 8 | 16 | 19 | 45 | -26 |
|  | 14. | APEP Pitsilia                      | 10 | 26 | 4  | 4 | 18 | 25 | 54 | -29 |

- APEP 6 punti di penalità per aver abbandonato il campo nel match contro l'Ethnikos, per protesta contro l'arbitraggio.

### Seconda fase

#### Gruppo A
|  |    | Classifica finale II fase 2009-2010 | Pt | G  | V  | N | P | GF | GS | DR  |
|  | -- | ----------------------------------- | -- | -- | -- | - | - | -- | -- | --- |
|  | 1. | Omonia                              | 72 | 32 | 21 | 9 | 2 | 60 | 25 | +35 |
|  | 2. | APOEL                               | 65 | 32 | 19 | 8 | 5 | 53 | 24 | +29 |
|  | 3. | Anorthōsis                          | 64 | 32 | 19 | 7 | 6 | 51 | 27 | +24 |
|  | 4. | Apollōn Limassol                    | 60 | 32 | 17 | 9 | 6 | 47 | 23 | +24 |

#### Gruppo B
|  |    | Classifica finale II fase 2009-2010 | Pt | G  | V  | N  | P  | GF | GS | DR  |
|  | -- | ----------------------------------- | -- | -- | -- | -- | -- | -- | -- | --- |
|  | 5. | AEL Limassol                        | 58 | 32 | 18 | 4  | 10 | 50 | 33 | +17 |
|  | 6. | EN Paralimni                        | 40 | 32 | 10 | 10 | 12 | 40 | 42 | -2  |
|  | 7. | Ethnikos Achnas                     | 38 | 32 | 10 | 8  | 14 | 34 | 42 | -8  |
|  | 8. | APOP Kinyras                        | 37 | 32 | 11 | 4  | 17 | 50 | 65 | -15 |

#### Gruppo C
|  |     | Classifica finale II fase 2009-2010 | Pt | G  | V  | N | P  | GF | GS | DR  |
|  | --- | ----------------------------------- | -- | -- | -- | - | -- | -- | -- | --- |
|  | 9.  | Ermīs Aradippou                     | 44 | 32 | 12 | 8 | 12 | 43 | 38 | +5  |
|  | 10. | AEP Paphos                          | 36 | 32 | 9  | 9 | 14 | 39 | 50 | -11 |
|  | 11. | Doxa Katōkopias                     | 35 | 32 | 9  | 8 | 15 | 36 | 46 | -10 |
|  | 12. | Arīs Limassol                       | 21 | 32 | 4  | 9 | 19 | 30 | 63 | -33 |

## Verdetti
- Campione di Cipro: Omonia
- Champions League 2010-2011 Secondo turno preliminare: Omonia Nicosia
- Europa League 2010-2011 Terzo turno preliminare: Apollōn Limassol (grazie alla Coppa di Cipro 2009-2010)
- Europa League 2010-2011 Secondo turno preliminare: APOEL Limassol
- Europa League 2010-2011 Primo turno preliminare: Anorthōsis